# Stenostiridae
A Stenostiridae a madarak osztályának verébalakúak (Passeriformes) rendjébe tartozó család.

## Rendszerezés
A családba az alábbi 4 nem tartozik:
- Chelidorhynx - 1 faj
  - Chelidorhynx hypoxantha
- Stenostira - 1 faj
  - Stenostira scita
- Culicicapa - 2 faj
  - Culicicapa ceylonensis
  - Culicicapa helianthea
- Elminia - 4 faj 
  - fehérfarkú elmínia (Elminia albicauda)
  - hosszúfarkú elmínia (Elminia longicauda)
  - Elminia albiventris vagy Trochocercus albiventris
  - Elminia albonotata vagy Trochocercus albonotata
  - Elminia nigromitrata  vagy Trochocercus nigromitrata